# アロウ・スルー・ミー
アロウ・スルー・ミー(Arrow Through Me)は、1979年にポール・マッカートニー（Paul McCartney ）率いるウイングス（Wings）が発表した楽曲、及び同曲を収録したシングル。

## 概要
アルバム『バック・トゥ・ジ・エッグ』に収録されている。アメリカと日本ではシングル・カットされ、ビルボード・ヒットチャートで29位を獲得。日本では1980年のウイングス来日公演の為に「来日記念盤」という名目で発売された。
ウイングスの7代目のギタリストであったローレンス・ジューバーは、2014年のインタビューで「この曲は素晴らしい曲で、ポールが作曲した曲の中で最も過小評価されている曲の一つだと思う。ロック・ラジオがヘビーに放送された曲だけを取り上げたために、忘れ去られてしまったんだ」と語っている。
マッカートニーは2016年のインタビューで「ただ、録音してから文字通り聴いたことが無かった曲もあるんだ。一つは『アロウ・スルー・ミー』という曲だったよ。これは一種のファンキーな小品だ。面白いハーモニー、面白いブラス・リフ。言ってみれば、録音した後、二度と聴いていないような曲だね」と語っている

## 収録曲
- アロウ・スルー・ミー (Arrow Through Me)
- オールド・サイアム・サー (Old Siam, Sir)

## ミュージック・ビデオ
ミュージック・ビデオは、ウイングスのメンバー4人が キーボードを演奏するシーンとなっている。

## タイアップ
1980年に公開された映画『名探偵ベンジー』内で使用された。2020年にはHuluで放送された『ハイ・フィデリティ (テレビドラマ)』のエピソード2内で使用。
また、エリカ・バドゥが2010年に発表した曲『Gone Baby, Don't Be Long』で本曲をサンプリングしている。

## クレジット
- ポール・マッカートニー - リード・ボーカル、エレクトリック・ピアノ、シンセサイザー
- スティーブ・ホリー - ドラムス、フレクサトーン
- ハウイー・ケイシー -  ホーン
- サディアス・リチャード -  ホーン
- スティーブ・ハワード -  ホーン
- トニー・ドーシー -  ホーン